# Ódor Imre
Ódor Imre (Zalaszentgrót, 1959. április 27. – Kehidakustány, 2015. április 5.) magyar történész, levéltáros.

## Élete
Gyerekkorát Kehidán töltötte, 1973-tól a zalaegerszegi Ságvári Endre Gimnáziumba járt, ahol 1977-ben érettségizett. Ezt követően felvételizett a szombathelyi Tanárképző Főiskola történelem–népművelés szakára. A diploma megszerzése után rövid ideig népművelőként dolgozott Pécsett, az Apáczai Nevelési és Általános Művelődési Központban, majd 1983-ban került segédlevéltárosként a Baranya Megyei Levéltárba, ahol 1987-től igazgatóhelyettes, majd kis híján 56 évesen bekövetkezett haláláig az intézmény igazgatója volt.
1984 és 1987 között az Eötvös Loránd Tudományegyetemen levéltár kiegészítő szakot végzett, 1993-ban pedig a történettudományok kandidátusa tudományos fokozatot szerzett. Szakmai ismereteit több tanulmányúton és ösztöndíjak keretében folytatott kutatással bővítette.
2015-ben Baranya megye posztumusz díszpolgára lett.

## Munkássága
Publikációi széles időintervallumot ölelnek át a török hódoltság korától a XIX. század közepéig, amelyek centrumában Baranya megye és a szomszédos területek története állt.
Főbb kutatási témái:
- Baranya megye a reformkorban és az 1848–49-es forradalom és szabadságharc időszakában
- Nemesi társadalom a XVIII-XIX. századi Dél-Dunántúlon
- Pécs története (1686–1849)[2]

A Magyar Levéltárosok Egyesületének alelnöke (1990–1999), a Nemzeti Kulturális Alap Szakmai kollégiumának tagja (2003–2005), levéltári szakfelügyelő (2006) volt. Számos más szakmai és tudományos társaság és egyesület tagjaként a tudományos közélet ismert személyisége volt.

## Művei
- Baranya megye jelképei; Baranya Magyar Közgyűlés, Pécs, 1991
- Tanulmányok Mohács történetéből. A település fennállásának 900. évfordulójára; szerk. Ódor Imre; Önkormányzat, Mohács, 1993
- Nagy Imre Gábor–Márfi Attila–Ódor Imre: Baranya megye évszázadai, 1000-1918; Baranya Magyar Levéltár, Pécs, 1996 (Tanulmányok és források Baranya megye történetéből)
- Mágnások, birtokosok, címerlevelesek. Konferencia. Pécsvárad, 1995. szept. 12-13.; szerk. Ódor Imre, Pálmány Béla, Takács Péter; KLTE, Debrecen, 1997 (Rendi társadalom – polgári társadalom)
- Nagy Imre Gábor–Ódor Imre–Radnóti Ilona: Pécs-Baranya 1848–1849-ben. A magyar polgári forradalom és szabadságharc 150. évfordulója tiszteletére; Baranya Magyar Levéltár, Pécs, 1998 (Tanulmányok és források Baranya megye történetéből)
- Köblény évszázadai; szerk. Ódor Imre; Köblény Község Önkormányzata, Köblény, 2001
- Bikal; szerk. Füzes Miklós; Száz Magyar Falu Könyvesháza Kht., Bp., 2002 (Száz magyar falu könyvesháza)
- Gróf Batthyány Kázmér (1807–1854) emlékezete; szerk. Ódor Imre, Rozs András; BML, Pécs, 2006 (Baranyai történelmi közlemények)
- Imre Odor–Stevan Popović: Srbi u Iločcu / Az illocskai szerbek története; Pécsi Szerb Önkormányzat–Pécs-Baranyai Szerb Egyesület, Pécs, 2008 (Baran̂ske sveske, 3.)
- Pozdrav iz Osijeka. Osijek na starim razglednicama. Državni arhiv u Osijeku / Üdvözlet Eszékről. Eszék a régi képes levelezőlapokon; szerk. Dubravka Farkaš, Ódor Imre; Državni arhiv, Eszék, 2006
- Kult László–Ódor Imre: A Magyar Nemzeti Levéltár Baranya Megyei Levéltára; Magyar Levéltárosok Egyesülete, Bp., 2014 (A Magyar Levéltárosok Egyesülete kiadványai. Magyarország levéltárai)
- Rangos famíliák, jeles személyek a 18–20. századi Dél-Dunántúlon; szerk. Kult László, Ódor Imre; MNL BML, Pécs, 2014 (Baranyai történelmi közlemények)